# Acuera patula
Acuera patula är en insektsart som beskrevs av Delong och Freytag 1974. Acuera patula ingår i släktet Acuera och familjen dvärgstritar. Inga underarter finns listade i Catalogue of Life.